# Afrika-Studiecentrum
Het Afrika-Studiecentrum in de Nederlandse stad Leiden is een wetenschappelijk onderzoeksinstituut en informatiecentrum van de Universiteit Leiden. Het houdt zich bezig met onderzoek van Afrika op het terrein van de sociale wetenschappen en het verzamelen en verspreiden van kennis en informatie over Afrika (Afrikanistiek) en is daarmee is het enige instituut in Nederland op dit terrein.
Het studiecentrum is een interfacultair instituut van de Universiteit Leiden, waar het ook een universitaire master-opleiding verzorgt (Research Master African Studies MPhil). Sinds november 2013 maakt het Afrika-Studiecentrum deel uit van LeidenGlobal, een samenwerkingsverband van Leidse academische en culturele instellingen met een wereldwijd werkterrein.

## Onderzoek
Het Afrika-Studiecentrum onderzoekt vier thema's: politiek en veiligheid, maatschappij, religie en cultuur, economie en geschiedenis.
Projecten kijken naar internationale relaties van Afrikaanse landen met bijvoorbeeld de BRIC-landen (Brazilië, Rusland, India en China) en de Golfstaten, economische ontwikkeling en ondernemerschap en processen in de Afrikaanse politiek en wetgeving. Andere onderzoeksgebieden zijn taalgebruik in sociale bewegingen in Afrika, nieuwe ontwikkelingen in de gezondheidszorg door telecommunicatie en e-health (electronic health), natuurbescherming en de geschiedschrijving over Afrika.
Het Afrika-Studiecentrum publiceert wetenschappelijke artikelen en boeken, in eigen beheer of in samenwerking met uitgevers als Brill, onder meer de reeksen African Dynamics, African Studies Collection en Afrika-Studiecentrum Series. De onderwerpen lopen uiteen van internationale migratie tot sociale aspecten van voetbal in Afrika. De meeste boeken verschijnen ook in een elektronische (online) versie. Het Afrika-Studiecentrum reikt jaarlijks een scriptieprijs uit voor de beste masterscriptie op het vakgebied.

## Bibliotheek

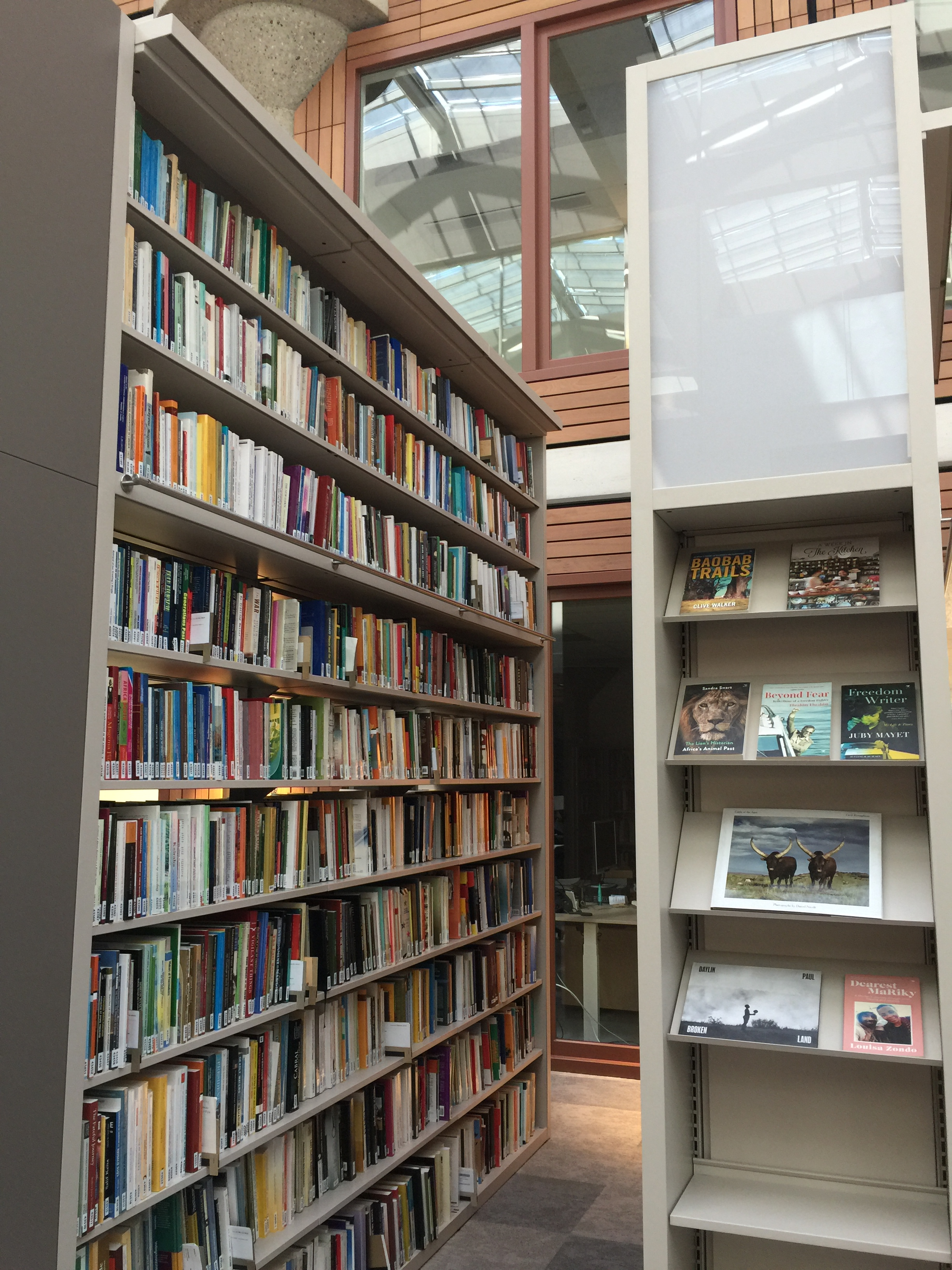
Bibliotheek (2024)

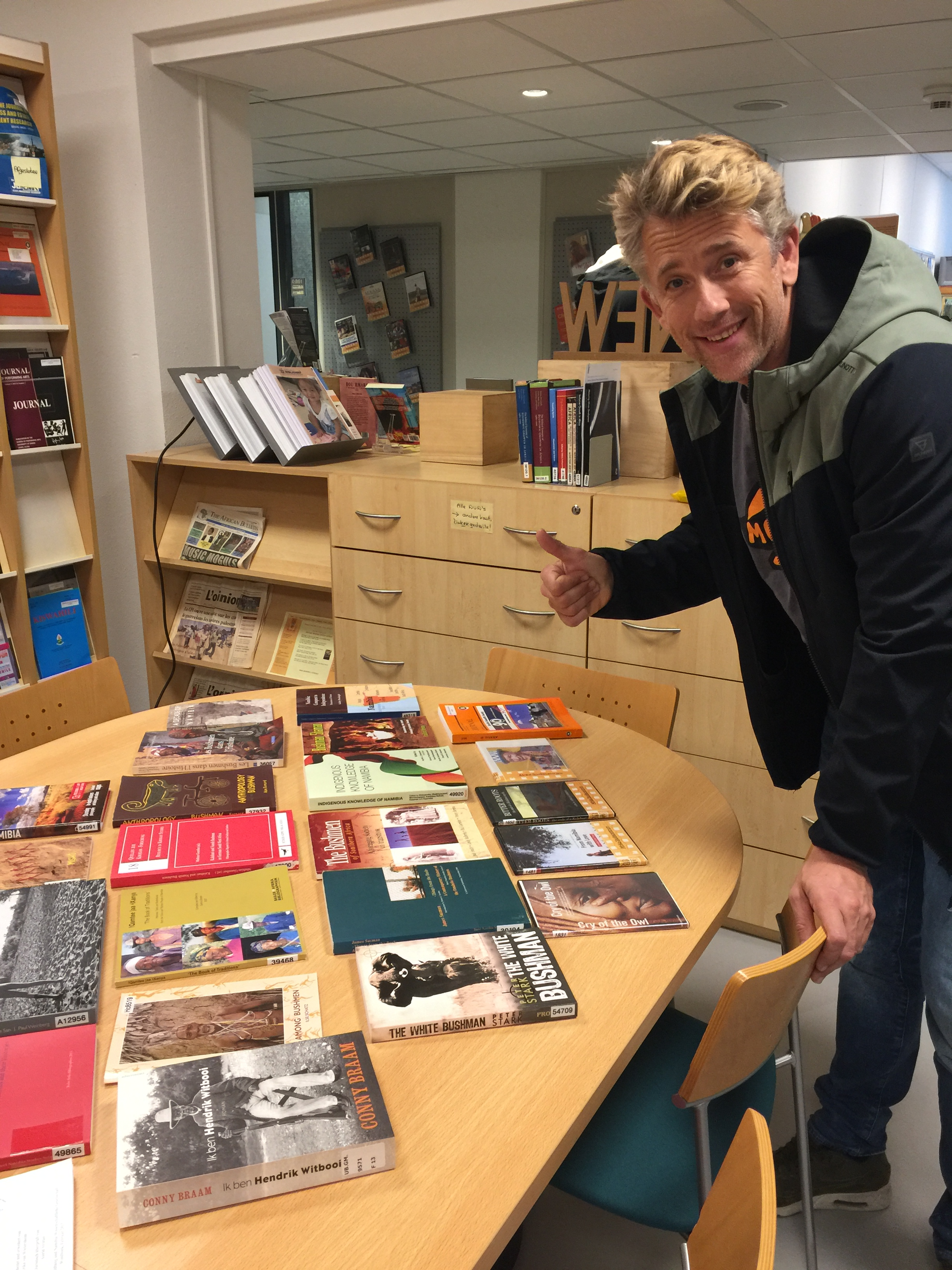
Waldemar Torenstra op bezoek in de bibliotheek van het Afrika-Studiecentrum (2019)

De bibliotheek van het Afrika-Studiecentrum heeft een collectie van ongeveer 100.000 boeken en brochures, circa 2.000 tijdschriften (inclusief elektronische tijdschriften) en meer dan 2.400 dvd's met documentaires en speelfilms uit en over Afrika. Er zijn boeken op het gebied van politiek, recht, economie, sociale wetenschappen, godsdienst, onderwijs en geschiedenis. De bibliotheek heeft een uitgebreide collectie romans en gedichten uit Afrika. Het grootste deel van de collectie is in het Engels, Frans en Nederlands, maar er zijn ook boeken in het Duits, Portugees, Spaans, Italiaans en Afrikaans. Verder heeft het Afrika-Studiecentrum de webservice Connecting-Africa ontwikkeld, met links naar meer dan 94.000 online artikelen en boeken over Afrika.

## Geschiedenis
Het Afrika-Studiecentrum werd officieel als Studiecentrum van het Afrika Instituut opgericht op 12 augustus 1947. Dat Afrika Instituut was in december 1946 in Rotterdam opgericht om door voorlichting de Nederlandse economische belangen in Afrika te bevorderen en had een wetenschappelijke sectie aan de Universiteit Leiden. Het was een voortzetting van het Servicebureau Nederland-Afrika, dat informeel al op 25 april 1945, dus nog voor de Bevrijding, was begonnen. Mr. Karel Paul van der Mandele, voorzitter van de Kamer van Koophandel in Rotterdam en anderen uit het Rotterdamse bedrijfsleven richten de economische sectie in Rotterdam op. Bedrijven die zo uitzending van eigen vertegenwoordigers naar Afrika uitspaarden betaalden de sectie. Het Afrika Instituut was gevestigd in het Beursgebouw in Rotterdam en verhuisde later naar Den Haag waar het NABC (Netherlands-African Business Council) ging heten.
De wetenschappelijke afdeling van het Afrika Instituut in Leiden, later Afrika Studie Centrum genoemd, werd niet bekostigd door ondernemingen zoals eerst de bedoeling was, maar door de Ministeries van Buitenlandse Zaken, Onderwijs, Kunsten en Wetenschappen en Landbouw en Visserij. Later betaalde Ontwikkelingshulp. Op verzoek van Van der Mandele en mr. Petrus Johannes Idenburg benoemde de Universiteit Leiden in 1946 Sjoerd Hofstra, directeur van het Museum van Geologie en Antropologie in Rotterdam, tot buitengewoon hoogleraar Afrikaanse volkenkunde. Eerste directeur van 1947 tot 1963 en voornaamste oprichter was Idenburg. Op 28 augustus 1958 werd de Stichting Afrika-Studiecentrum opgericht. De jurist en rechtsantropoloog Hans Holleman was directeur van 1963 tot 1969 en hervormde het ASC van een documentatie- tot een onderzoeksinstelling.
Het Afrika-Studiecentrum was in Leiden achtereenvolgens gevestigd op Rapenburg 45 (het Telders-huis, waar later Beatrix tijdens haar studie in Leiden woonde), Rapenburg 8, Stationsplein 10 (van oktober 1966 tot juli 1989, het gebouw werd in 2000 afgebroken) en van 1989 tot 2024 op het adres Wassenaarseweg 52, Leiden in het Pieter de la Courtgebouw. Sinds juni 2024 zit het ASC in het Herta Mohrgebouw aan de Witte Singel in Leiden. De subsidie is afkomstig van verschillende ministeries, van wetenschappelijke fondsen en van andere sponsoren. Sinds 1 januari 2016 is het Afrika-Studiecentrum een interfacultair instituut van de Universiteit Leiden.

## Bekende (oud-)medewerkers
Aan het Afrika-Studiecentrum zijn veel Nederlandse Afrikanisten verbonden (geweest), zoals de dichter Vernie February, de socioloog en latere anti-apartheidsactivist Klaas de Jonge, de bestuursambtenaar Lucien Adam, de antropoloog Bonno Thoden van Velzen, de socioloog Robert Buijtenhuijs, de hoogleraar gewoonterecht van Afrika en filmer Emile van Rouveroy van Nieuwaal, de antropoloog Wouter van Beek, en de historica, onderzoeker en auteur Anne-Lot Hoek. Tussen 1959 en 1962 was Kofi Abrefa Busia, de latere premier van Ghana, onderzoeker bij het ASC. Oud-directeur Stephen Ellis was in de jaren tachtig hoofdredacteur van Africa Confidential. Bestuursleden in de eerste jaren waren prof.mr. Frederik Mari baron van Asbeck, mr. Karel Paul van der Mandele en mr. Petrus Johannes Idenburg.
De huidige directeur is prof.dr. Marleen Dekker, die in april 2021 Jan-Bart Gewald opvolgde.